# Floridita
Floridita, també conegut com El Floridita, és un bar i restaurant de la ciutat de l'Havana, Cuba, que funciona des 1817 i es va fer mundialment famós gràcies a l'escriptor i periodista Ernest Hemingway, que acostumava a visitar-la amb regularitat. El seu eslògan és "La cuna del daiquirí" (en català "El bressol del Daiquiri") i el mateix Hemingway va acréixer la seva fama amb una frase que va atreure a turistes de tot el planeta:
| «                                                                                        | Mi mojito en La Bodeguita, mi daiquirí en El Floridita". | » |
| — Ernest Hemingway, Escrit per ell mateix en una de les parets de La Bodeguita del Medio |                                                          |   |

L'escriptor va acabar per convertir-se en el principal atractiu turístic per a visitants que arriben de tot el món a conèixer El Floridita, fins al punt de què una estàtua d'un Hemingway recolzat a l'extrem de la barra és la gran atracció del bar.

## Història

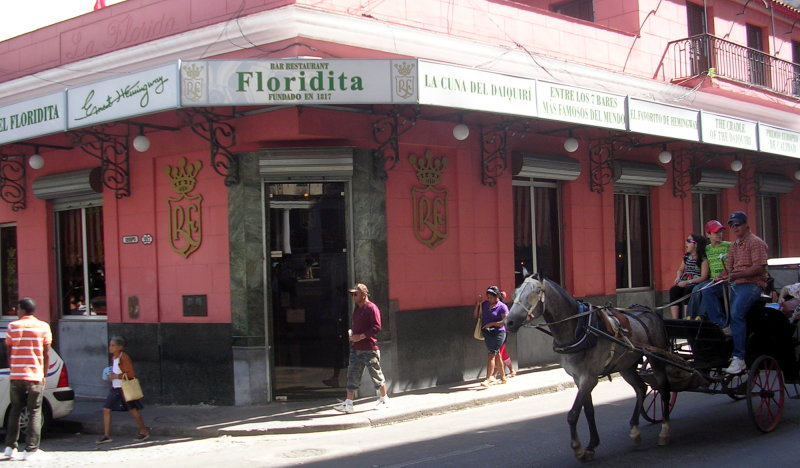
Vista exterior del bar

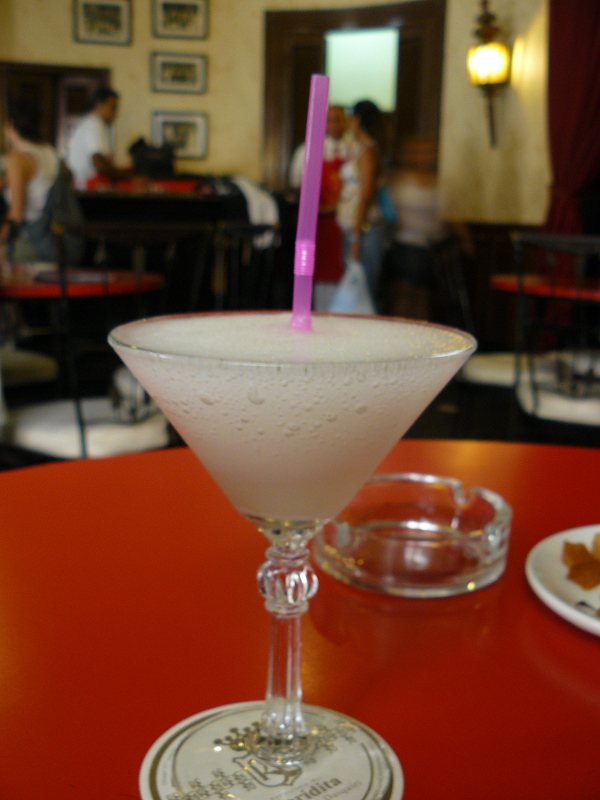
El còctel més famós del Floridita, sobre una de les taules del bar

El Floridita va obrir les portes el 1817 amb el nom de La Pinya de Plata, en Obispo y Montserrate, la mateixa cantonada on funciona actualment. Poc després va ser anomenat La Florida. El 1910 es va ampliar amb l'àrea de restaurant, cap al carrer Montserrate, comandat per un xef francès.
El 1914, el català Constantí Ribalaigua Vert va començar a treballar com cambrer i quatre anys més tard es convertiria en propietari del local, adquirint-lo a Sala i Perera, ja sota el seu nom definitiu, Floridita. N'hi ha que asseguren que va ser Constantí (també conegut com a "Constante") qui va portar per primera vegada a l'Havana el daiquiri, una beguda que hauria nascut a l'interior de Cuba.
A la dècada del 1930, Hemingway es va instal·lar a l'Hotel Ambos Mundos, a poca distància de Floridita, bar del qual es va fer habituar i on acostumava a beure daiquiri gairebé tots els dies i, especialment, la variant Papa Doble, creada en el seu nom i dita així pel fet que a Cuba es coneixia afectuosament l'escriptor com "Papa". Fins i tot quan es va mudar a Finca Vigía, als afores de l'Havana, habitualment viatjava fins a la capital per beure el seu daiquiri favorit al lloc què ell anomenava "el millor bar del món".
El Floridita es va convertir així en un homenatge permanent a Hemingway, amb una exhibició de fotografies de l'escriptor amb els seus amics (gairebé en totes acompanyat per un Papa Doble), així com un bust en bronze realitzat el 1954 i ubicat allà on era el seu racó favorit dins del bar, i una escultura a mida real de 2003 on se li veu recolzat sobre la barra. A partir de l'obertura de Cuba al turisme internacional, nombroses visites guiades passen diàriament per El Floridita perquè els viatgers es fotografiïn al costat de l'escultura de l'escriptor.

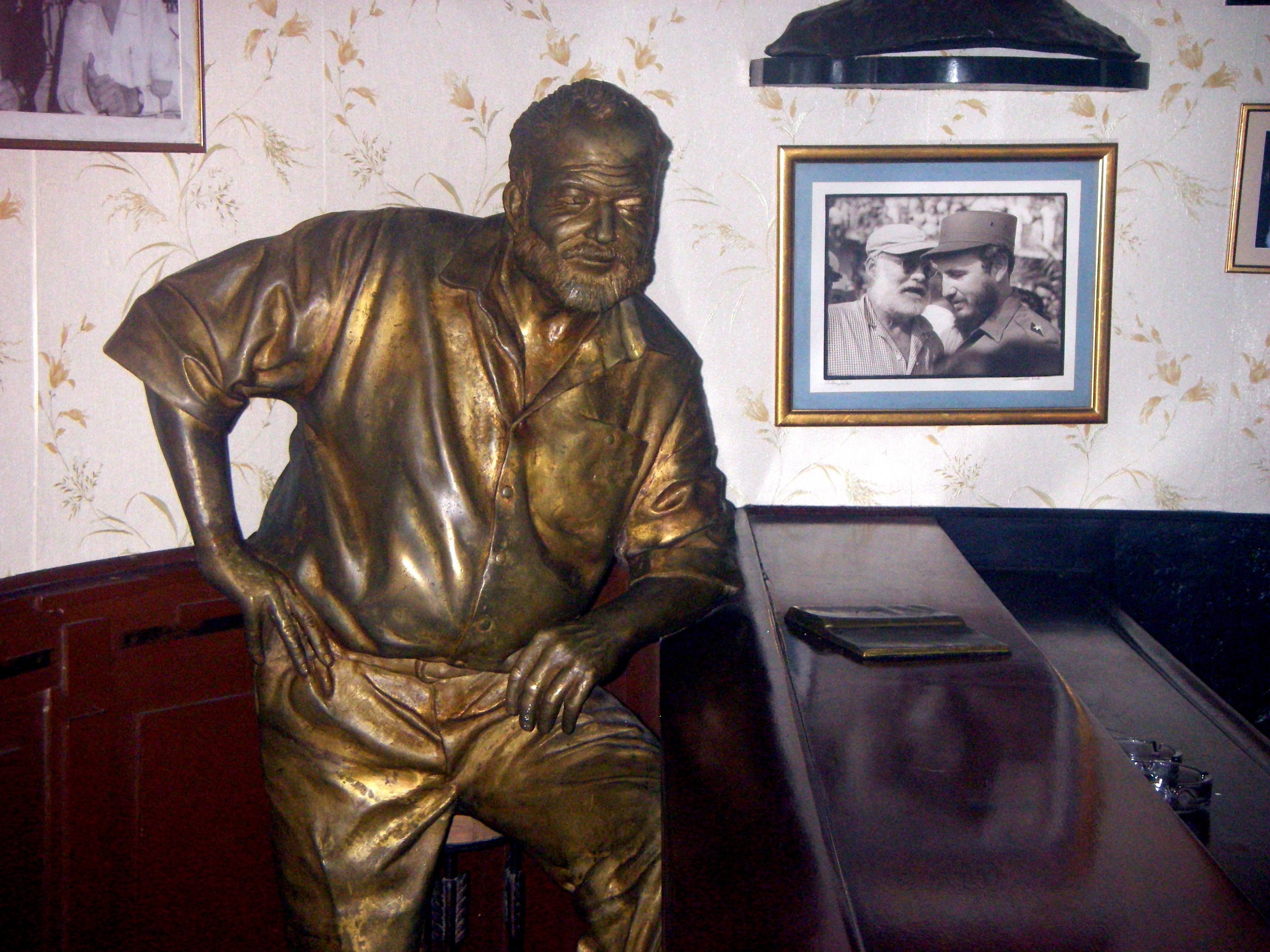
L'escultura en homenatge a Hemingway, realitzada per José Villa Soberón

El 1991 El Floridita va ser totalment remodelat, encara que respectant tots els elements originals que el van fer famós, inclòs el bust de Hemingway i la barra.

## Visitants il·lustres
A més de Hemingway, per les taules i la barra del Floridita van passar Gary Cooper, Tennessee Williams, Marlene Dietrich, Jean-Paul Sartre, Giorgio Armani, Ornella Muti, Imanol Arias, Jean Michel Jarre, Matt Dillon, Paco Rabanne, Ted Turner i Jane Fonda, Pierce Brosnan, Naomi Campbell, Compay Segundo, Ana Belén i Víctor Manuel, Graham Greene, els Ducs de Windsor Eduard VIII i Wallis Simpson, Gene Tunney, Carlos Lombardía, Ava Gardner, Spencer Tracy, Rocky Marciano, Joaquín Sabina, Pablo Milanés, Silvio Rodríguez, Javier Sotomayor, Kate Moss, Fito Páez, Danny Glover i Jack Nicholson, entre d'altres.

## Premis, reconeixements i mencions
- El 1953, la revista Esquire el va reconèixer com un dels set bars més famosos del món.[3]
- El 1992 va rebre el premi "Best of the Best Five Star Diamond" de l'Acadèmia Nord-americana de Ciències Gastronòmiques.[11]
- En Anglaterra hi ha el bar Floridita London, a Espanya el Floridita Madrid, i en Califòrnia, Estats Units, El Floridita Restaurant, que emulen l'ambient cubà del seu homònim havaner, amb la seva "perfecta barreja de glamour i decadència d'una era passada". El Floridita Dublin, a Irlanda, també va homenatjar la famosa cantonada d'Obispo i Montserrate, però finalment va tancar les portes.[12]
- Hemingway no podia evitar esmentar en la seva obra al Floridita: "Islands in the stream" ofereix una detallada descripció del bar on va passar llargues hores de la seva vida.[4]